# 瑟南特 (厄尔-卢瓦省)
瑟南特（法語：Senantes，法語發音：[sənɑ̃t]）是法国厄尔-卢瓦省的一个市镇，属于德勒区。

## 地理
瑟南特（48°39'9"N, 1°34'54"E）面积7.57 平方千米，位于法国中央-卢瓦尔河谷大区厄尔-卢瓦省，该省份为法国北部内陆省份，北起顺时针与厄尔省、伊夫林省、埃松省、卢瓦雷省、卢瓦-谢尔省、萨尔特省和奧恩省接壤。
与瑟南特接壤的市镇（或旧市镇、城区）包括：维利耶勒莫里耶、米坦维尔。

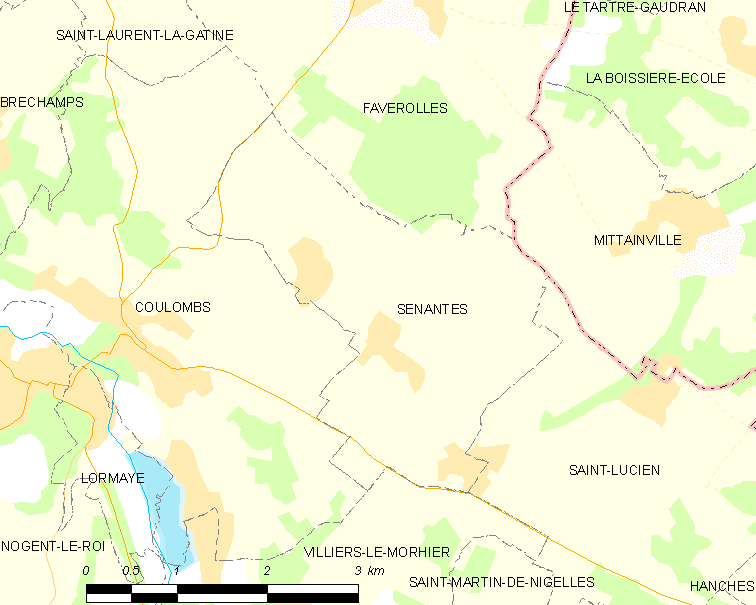
的OSM定位图

瑟南特的时区为UTC+01:00、UTC+02:00（夏令时）。

## 行政
瑟南特的邮政编码为28210，INSEE市镇编码为28372。

## 政治
瑟南特所属的省级选区为埃佩尔农县。

## 人口

1962-2008年间人口变化图示

瑟南特于2022年1月1日时的人口数量为537人。